# Jeanne-Marguerite Saint-Pierre
Jeanne-Marguerite Saint-Pierre, née le 28 novembre 1919 à Ottawa et morte le 22 juillet 2002, est une bibliothécaire canadienne reconnue pour son implication dans le développement des bibliothèques jeunesse à Montréal. 

## Biographie

### Enfance et formation
Fille d’Arthur Saint-Pierre et de Laeticia Desaulniers, elle grandit dans un milieu où la culture et la littérature ont une place prépondérante. Son père est un journaliste et sociologue, auteur de nombreux ouvrages et fondateurs de plusieurs revues dont la Revue Nationale et l’Oiseau bleu. Sa mère est quant à elle fondatrice du cercle Jeanne d’Arc et elle écrit des feuilletons et des romans pour la jeunesse sous les pseudonymes de Juliette Lavergne et de Marraine Odile. 
Elle commence ses études à l’École de bibliothécaires en 1939 et les complètes en 1940. Elle a comme professeure, entre autres, Marie-Claire Daveluy qui lui enseigne le cours de rédaction de catalogues de bibliothèques. Pour compléter ses études, elle rédige une biobibliographie sur son père Arthur Saint-Pierre, contenant une courte biographie et une bibliographie des titres qu’il a publiés et des ouvrages qui le concernent. 

### Bibliothèque des Enfants

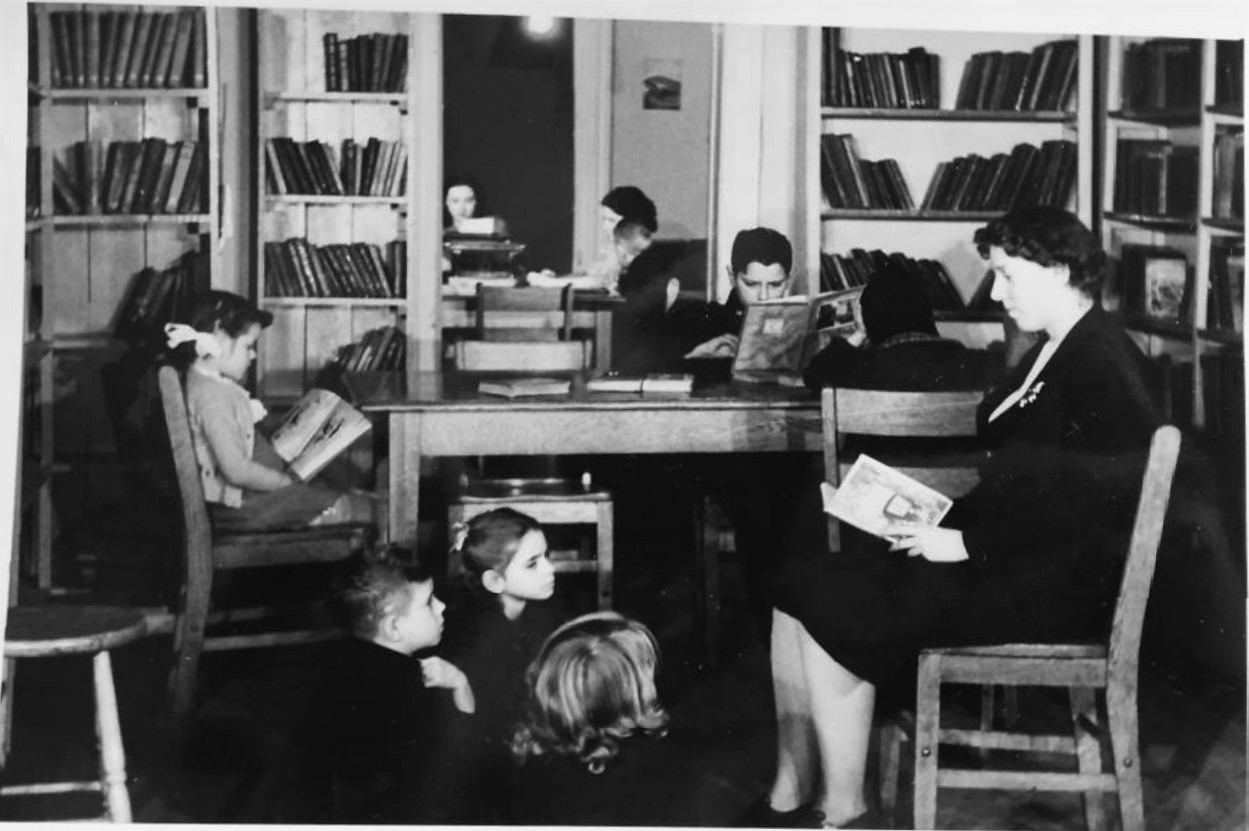
Jeanne-Marguerite Saint-Pierre à la Bibliothèque des Enfants en 1945

En 1939, elle devient assistante-bibliothécaire à la Bibliothèque des enfants d'Hochelaga, la première institution francophone destinée aux jeunes, alors que Gabrielle Labelle est la bibliothécaire. Cette dernière doit démissionner en 1940 puisqu’elle déménage hors de Montréal et c’est Jeanne-Marguerite Saint-Pierre qui la remplace, alors qu’elle a obtenu son diplôme de l’École de bibliothécaires un mois auparavant. 
En tant que bibliothécaire, elle est responsable de superviser les assistantes-bibliothécaires, faire des rapports réguliers au comité d’administrations, conseiller les enfants pour leurs choix de livres et organiser les diverses activités qui ont lieu à la bibliothèque. À partir de 1943, elle est aussi responsable de la succursale de Rosemont et de la circulation des caisses voyageuses.

### Bibliothèques de Montréal
La bibliothèque municipale de Montréal ouvre ses portes en 1903, mais il faut attendre 1941 pour qu’un espace y soit réservé pour les jeunes. C’est grâce à l’initiative de Léo-Paul Desrosiers que cette salle pour enfants voit le jour et c’est aussi ce dernier qui engage Jeanne-Marguerite Saint-Pierre en 1947 pour qu’elle devienne la superviseure des salles pour enfants dans les bibliothèques qui commencent à ouvrir dans toute la ville. Elle est ainsi nommée directrice des succursales pour enfants des bibliothèques de la Ville de Montréal et elle sera responsable, pendant son mandat, de l'ouverture puis de la supervision d'une quinzaine de succursales pour enfants. Son mandat se termine en 1973 lorsqu'elle prend sa retraite.
Elle est responsable d’organiser les activités pour les enfants notamment des leçons de dessin, des séances de cinéma, des expositions de livres, des spectacles de magiciens, de chants et de mimes, les heures du conte et les clubs de lectures. Elle est aussi responsable du développement des collections et elle sélectionne, avec l’aide des bibliothécaires pour enfants de chacune des succursales, chacun des livres qui peuvent être empruntés par les abonnés. Elle est d’ailleurs l’instigatrice de la collection Laurentiana, une collection d’ouvrages québécois et canadiens pour la jeunesse qui se retrouve maintenant au Centre québécois de ressources en littérature pour la jeunesse. 
Lorsqu’elle prend sa retraite en 1973, c’est Hélène Charbonneau qui la remplace à la tête des succursales pour enfants et qui poursuit ce qu’elle a entrepris. Même si elle est à la retraite, elle continue de s’impliquer pour la littérature jeunesse, notamment comme membre des premiers comités d’administration de Communication-Jeunesse. 

### École de bibliothécaires
En parallèle de ses activités de bibliothécaires, de 1951 à 1962, elle est chargée de cours à l’École de Bibliothécaires où elle donne des cours sur l’histoire du livre au Canada et sur les bibliothèques scolaires et enfantines.  
Tous les cours de l’École de Bibliothécaires se donnent à la Bibliothèque municipale jusqu’en 1955, ensuite divers bâtiments montréalais sont utilisés, mais les cours donnés par Jeanne-Marguerite Saint-Pierre continuent d’avoir lieu à la Municipale pour utiliser les livres qui s’y trouvent, autant pour les cours de bibliographie canadienne que pour ceux sur les bibliothèques enfantines.

## Reconnaissance
En 1978, elle reçoit une reconnaissance pour tout le travail qu’elle a accompli puisqu’elle reçoit l’Ordre du Canada pour son implication dans le développement des bibliothèques pour enfants et pour son travail accompli pour l’avancement culturel des enfants. 